# 閉花赤箭
閉花赤箭（學名：Gastrodia clausa）是一種蘭科赤箭屬的菌異營植物，全株皆無葉綠素。閉花赤箭最初發現時被認為是烏來赤箭或春赤箭尚未開花的個體，但其花部解剖構造與前述兩者完全不同，且花冠筒從開始發育到結果脫落為止都不綻放。其種小名clausa意為閉合，即形容花冠筒之形態。

## 形態
根稀，地下根莖肥短，披黃褐色根毛樣毛與輪生鱗片。花序長約2-4cm，開深褐色花。結果時花梗會伸長至14-43cm。花被片膜質並合生成一六裂的花筒。

## 習性
棲息於海拔200-700m的低海拔山區林下，每年三月初開花，三至四月結果。平時以地下部生活，僅開花時會有突出地表的花軸，並於結果後枯萎消失。

## 分佈
族群首次發現於台北近郊，並於恆春半島、蘭嶼、琉球群島亦有族群分佈。